# Neues vom Hexer
Pour plus de détails, voir Fiche technique et Distribution.
Neues vom Hexer (Des nouvelles du Sorcier en français) est un film allemand réalisé par Alfred Vohrer, sorti en 1965.
La suite du film Le Défi du Maltais (Der Hexer) est aussi la suite, dans les adaptations, des romans d'Edgar Wallace.

## Synopsis
Le riche Lord Curtain est assassiné par son neveu Archie Moore et le majordome Edwards. Sur la scène du crime, l'inspecteur Wesby trouve la carte de visite de "Sorcier". Comme, après son évasion, il est parti en Australie, il vient à Londres avec sa femme Cora et son majordome Finch, afin de prouver son innocence et mener sa propre enquête.
L'inspecteur Wesby, d'abord soupçonneux, est convaincu et accepte de collaborer avec le "Sorcier". Sir John est enthousiaste jusqu'à ce que Lady Curtain est tuée à son tour. Même la mort d'Archie Moore ne fait pas changer l'inspecteur Wesby.
Margie Fielding et Charles sont menacés d'assassinat. L'inspecteur Wesby et le "Sorcier" les sauvent au dernier moment.
Finalement il s'avère que le cerveau de ces crimes est Philip Curtain ; il est abattu par Arthur Milton. Alors qu'il se rend à l'aéroport pour quitter le pays, le "Sorcier" est arrêté par la police.

## Fiche technique
- Titre : Neues vom Hexer
- Titre français : Le Défi du Maltais
- Réalisation : Alfred Vohrer, assisté d'Eva Ebner (de)
- Scénario : Herbert Reinecker
- Musique : Peter Thomas
- Direction artistique : Walter Kutz, Wilhelm Vorwerg
- Costumes : Ina Stein
- Photographie : Karl Löb
- Son : Clemens Tütsch
- Montage : Jutta Hering
- Production : Horst Wendlandt
- Sociétés de production : Rialto Film
- Société de distribution : Constantin Film
- Pays de production :  Allemagne de l'Ouest
- Langue : allemand
- Format : Noir et blanc - 1,66:1 - Mono - 35 mm
- Genre : Policier
- Durée : 91 minutes
- Date de sortie :
  - Allemagne de l'Ouest : 4 juin 1965.

## Distribution
- Heinz Drache : L'inspecteur James W. Wesby
- René Deltgen : Arthur Milton, le "Sorcier"
- Barbara Rütting : Margie Fielding
- Brigitte Horney : Lady Aston
- Margot Trooger : Cora Ann Milton
- Siegfried Schürenberg : Sir John
- Eddi Arent : Archibald Finch
- Klaus Kinski : Edwards le majordome
- Robert Hoffmann : Archie Moore
- Karl John : Dr. Mills
- Hubert von Meyerinck : Richter Matthews
- Heinz Spitzner : Me Bailey
- Kurt Waitzmann : Lanny
- Lia Eibenschütz : Lady Curtain
- Teddy Naumann : Charles
- Gisela Hahn : Susan Copperfield
- Lu Säuberlich : Miss Angel
- Albert Bessler : Le président de la Cour
- Michael Chevalier : Le Marshall
- Ester et Charlotte Olsen : Les jumelles
- Edith Hamann : La greffière
- Wilhelm Vorwerg : Lord Curtain
- Alfred Vohrer : L'homme à la réception